# Elaphoglossum curtii
Elaphoglossum curtii là một loài thực vật có mạch trong họ Lomariopsidaceae. Loài này được Rosenst. mô tả khoa học đầu tiên năm 1925.